# Soldiers
Soldiers är en sång skriven av Ulrik Munther, Johan Åberg, Linnea Deb, Joy Deb och David Jackson, som sjöngs av Ulrik Munther i Melodifestivalen 2012, där den medverkade vid andra deltävlingen i Göteborg, gick direkt vidare till final, och väl där slutade på tredje plats. På svenska singellistan placerade den sig som högst på sjätte plats.

## Listplaceringar
| Lista (2012) | Topplacering |
| ------------ | ------------ |
| Sverige      | 6            |

### Fotnoter
1. ↑  ”Soldiers”. Hitparad. 26 februari 2012. http://hitparad.se/showitem.asp?interpret=Ulrik+Munther&titel=Soldiers&cat=s. Läst 18 mars 2012.